# Evan King
Evan King (* 25. März 1992 in Chicago, Illinois) ist ein US-amerikanischer Tennisspieler.

## Karriere

### Collegetennis
Evan King spielte für die University of Michigan College Tennis und wurde in der Zeit der erfolgreichste Tennisspieler der Universitätsgeschichte. Er wurde unter anderem in den Jahren 2012 und 2013 Big-Ten-Sportler des Jahres.

### Profitour
Evan King absolvierte bereits als 16-Jähriger sein erstes Match auf der zweitklassigen ATP Challenger Tour, als er in Winnetka eine Wildcard für das Einzel- und Doppelfeld bekam. Seitdem ist er hauptsächlich auf der ITF Future Tour und Challenger Tour unterwegs. Er konnte bislang 6 Einzel- sowie 21 Doppeltitel auf der Future Tour feiern. Seinen ersten Challenger-Titel gewann er 2016 in Monterrey im Doppel an der Seite von Denis Kudla. 2017 konnte er diesen mit Christopher Eubanks verteidigen.
Sein Debüt auf der ATP World Tour machte King bereits 2009 dank einer Wildcard in Delray Beach. Dort verlor er in der ersten Runde in zwei Sätzen gegen Andrei Golubew. 2016 bekam er eine Wildcard für den Mixed-Bewerb der US Open. Mit seiner Partnerin Emina Bektas verlor er in der ersten Runde in zwei Sätzen. Der erste Sieg auf der ATP World Tour gelang ihm in Los Cabos, als er in der ersten Runde gegen Manuel Sánchez gewinnen konnte. 2017 gelang ihm durch die erfolgreiche Qualifikation für die US Open sein Einstand bei einem Grand-Slam-Turnier im Einzel. Dort unterlag er in der ersten Runde dem späteren Halbfinalisten Pablo Carreño Busta klar in drei Sätzen. Im April erreichte er mit Rang 185 seine bislang beste Platzierung.

## Erfolge
| Legende (Anzahl der Siege) |
| Grand Slam                 |
| ATP Finals                 |
| ATP Tour Masters 1000      |
| ATP Tour 500 (2)           |
| ATP Tour 250               |
| ATP Challenger Tour (24)   |

| ATP-Titel nach Belag |
| Hartplatz (2)        |
| Sand (0)             |
| Rasen (0)            |

### Doppel

#### Turniersiege

##### ATP Tour
| Nr. | Datum           | Turnier  | Belag         | Partner            | Finalgegner                 | Ergebnis   |
| --- | --------------- | -------- | ------------- | ------------------ | --------------------------- | ---------- |
| 1.  | 9. Februar 2025 | Dallas   | Hartplatz (i) | Christian Harrison | Ariel Behar Robert Galloway | 7:64, 7:64 |
| 2.  | 1. März 2025    | Acapulco | Hartplatz     | Christian Harrison | Sadio Doumbia Fabien Reboul | 6:4, 6:0   |

##### ATP Challenger Tour
| Nr. | Datum              | Turnier           | Belag         | Partner             | Finalgegner                                 | Ergebnis           |
| --- | ------------------ | ----------------- | ------------- | ------------------- | ------------------------------------------- | ------------------ |
| 1.  | 15. Oktober 2016   | Monterrey (1)     | Hartplatz     | Denis Kudla         | Jarryd Chaplin Ben McLachlan                | 6:74, 6:4, [10:2]  |
| 2.  | 7. Oktober 2017    | Monterrey (2)     | Hartplatz     | Christopher Eubanks | Marcelo Arévalo Miguel Ángel Reyes Varela   | 7:64, 6:3          |
| 3.  | 22. April 2018     | Sarasota          | Sand          | Hunter Reese        | Christian Harrison Peter Polansky           | 6:1, 6:2           |
| 4.  | 15. September 2018 | Cary (1)          | Hartplatz     | Hunter Reese        | Fabrice Martin Hugo Nys                     | 6:4, 7:66          |
| 5.  | 7. April 2019      | Monterrey (3)     | Hartplatz     | Nathan Pasha        | Santiago González Aisam-ul-Haq Qureshi      | 7:5, 6:2           |
| 6.  | 22. Juni 2019      | Fargʻona          | Hartplatz     | Hunter Reese        | Nikola Čačić Yang Tsung-hua                 | 6:3, 5:7, [10:4]   |
| 7.  | 9. Februar 2020    | Launceston        | Hartplatz     | Benjamin Lock       | Kimmer Coppejans Sergio Martos Gornés       | 3:6, 6:3, [10:8]   |
| 8.  | 15. Mai 2021       | Zagreb            | Sand          | Hunter Reese        | Andrei Golubew Alexander Nedowessow         | 6:2, 7:64          |
| 9.  | 21. Mai 2021       | Biella            | Sand          | Julian Lenz         | Karol Drzewiecki Sergio Martos Gornés       | 3:6, 6:3, [11:9]   |
| 10. | 16. Oktober 2021   | Santiago de Chile | Sand          | Max Schnur          | Hans Hach Verdugo Miguel Ángel Reyes Varela | 3:6, 7:63, [16:14] |
| 11. | 28. Mai 2022       | Troisdorf         | Sand          | Dustin Brown        | Hendrik Jebens Piotr Matuszewski            | 6:4, 7:5           |
| 12. | 3. Dezember 2022   | Maspalomas        | Sand          | Reese Stalder       | Marco Bortolotti Sergio Martos Gornés       | 6:3, 5:7, [11:9]   |
| 13. | 6. Mai 2023        | Gwangju           | Hartplatz     | Reese Stalder       | Andrew Harris John-Patrick Smith            | 6:4, 6:2           |
| 14. | 14. Mai 2023       | Busan             | Hartplatz     | Reese Stalder       | Max Purcell Jose Statham                    | kampflos           |
| 15. | 17. Juni 2023      | Palmas del Mar    | Hartplatz     | Reese Stalder       | Toshihide Matsui Kaito Uesugi               | 3:6, 7:5, [11:9]   |
| 16. | 12. August 2023    | Cary (2)          | Hartplatz     | Reese Stalder       | Miķelis Lībietis Adam Walton                | 6:3, 7:64          |
| 17. | 14. Oktober 2023   | Fairfield         | Hartplatz     | Reese Stalder       | Vasil Kirkov Denis Kudla                    | 7:5, 6:3           |
| 18. | 4. November 2023   | Bergamo           | Hartplatz (i) | Brandon Nakashima   | Francisco Cabral Henry Patten               | 6:4, 7:61          |
| 19. | 18. November 2023  | Kōbe              | Hartplatz (i) | Reese Stalder       | Andrew Harris Nam Ji-sung                   | 7:63, 2:6, [10:7]  |
| 20. | 2. Dezember 2023   | Yokkaichi         | Hartplatz     | Reese Stalder       | Ray Ho Calum Puttergill                     | 7:5, 6:4           |
| 21. | 21. Juni 2024      | Ilkley            | Rasen         | Reese Stalder       | Christian Harrison Fabrice Martin           | 6:3, 3:6, [10:6]   |
| 22. | 14. September 2024 | Guangzhou         | Hartplatz     | Reese Stalder       | Francis Alcantara Pruchya Isaro             | 4:6, 7:5, [10:5]   |
| 23. | 16. November 2024  | Champaign         | Hartplatz (i) | Reese Stalder       | James Davis James MacKinlay                 | 7:63, 7:5          |
| 24. | 30. November 2024  | Temuco            | Hartplatz     | Christian Harrison  | Benjamin Lock Renzo Olivo                   | 7:65, 7:5          |

#### Finalteilnahmen
| Nr. | Datum            | Turnier      | Belag     | Partner            | Finalgegner                         | Ergebnis          |
| --- | ---------------- | ------------ | --------- | ------------------ | ----------------------------------- | ----------------- |
| 1.  | 16. Februar 2025 | Delray Beach | Hartplatz | Christian Harrison | Miomir Kecmanović Brandon Nakashima | 6:73, 6:1, [3:10] |

### Mixed

#### Finalteilnahmen
| Nr. | Datum        | Turnier     | Belag     | Partnerin       | Finalgegner                  | Ergebnis |
| --- | ------------ | ----------- | --------- | --------------- | ---------------------------- | -------- |
| 1.  | 6. Juni 2025 | French Open | Hartplatz | Taylor Townsend | Sara Errani Andrea Vavassori | 4:6, 3:6 |